# Declaració d'Ares del Maestrat
La declaració d'Ares del Maestrat o decàleg d'Ares del Maestrat va ser una declaració institucional del Consell de la Generalitat per a promocionar l'ús del valencià en l'administració de la Generalitat que es va presentar en Ares del Maestrat en octubre de 2003. El document institucional va ser impulsat pel Consell que llavors liderava el PPCV i del que va ser protagonista González Pons, conseller de Cultura sota la presidència de Francisco Camps.
Encara que el PP va impulsar la declaració mai va arribar realment a posar-se en pràctica per causes de pressió interna, ja que l'aprovació del decàleg va causar cert malestar al seu dia dins del mateix Partit Popular. De fet, el portaveu del Consell, Alejandro Font de Mora, va puntualitzar en roda de premsa pocs dies després de la presentació realitzada per González Pons: «No m'agrada parlar de decàleg, sinó de recomanacions, que va ser el que es va fer a Ares del Maestrat». Tan sols un any després, en juliol de 2004 González Pons afirmava que es «recuperava l'esperit de la declaració d'Ares» arran de la signatura de dos convenis que possibilitaven que les actuacions notarials i els registres de la propietat es facen en valencià. A més, González Pons va afirmar que a la Comunitat Valenciana «es pot estudiar en valencià, escriure, llegir i vore televisió en valencià, però encara no està normalitzada la possibilitat de viure normalment en valencià i triomfar en valencià´.
González Pons afirmà en 2020 que la declaració d'Ares li va costar fins i tot una bronca del president de govern espanyol José María Aznar, que el portà a la Moncloa i el va renyar per la defensa del valencià de la declaració.
L'Acadèmia Valenciana de la Llengua va felicitar a González Pons per la declaració d'Ares.
La declaració d'Ares és un instrument que mira de garantir l'ús normal i oficial del valencià en l'administració, una oficialitat que, si bé està establida estatutàriament i legal, no sempre ha estat respectada. La declaració pretén representar un pas avant en l'obligat respecte al deure de respecte i de vetllar per la recuperació del valencià. El lloc triat per a fer la declaració va ser Ares del Maestrat per estar carregat d'un fort simbolisme en tant que fou el lloc des d'on Jaume I inicià la conquesta (l'any 1232) dels territoris que, posteriorment, conformarien el Regne de València.
En novembre de 2007 el grup parlamentari Compromís pel País Valencià va demanar que les Corts recolzaren la declaració d'Ares que havia sigut aprovada quatre anys abans unilateralment pel Consell del PP.
En desembre de 2015 Consell del Botànic va fer una ratificació de la Declaració d'Ares.

## El Decàleg
Els 10 criteris d'ús del valencià en l'àmbit administratiu en la Generalitat són els següents:
1. Les comunicacions internes de les conselleries es redactaran en valencià.
2. Les comunicacions entre les diferents conselleries i les delegacions territorials d’estes es redactaran en valencià.
3. Les comunicacions de les conselleries amb les diputacions, els ens públics i els municipis de predomini lingüístic valencià, segons l’article 35 de la Llei 4/1983, d’Ús i Ensenyament del Valencià, es redactaran en valencià.
4. Les comunicacions de les conselleries amb els municipis de predomini lingüístic castellà, segons l’article 36 de la Llei 4/1983, d’ús i ensenyament del valencià, es redactaran en valencià i en castellà.
5. Les comunicacions, cartes, notificacions, etc., que remeten les conselleries als ciutadans que residixen en un municipi de predomini lingüístic valencià, segons l’article 35 de la Llei 4/1983, es redactaran en les dos llengües oficials, figurant en primer lloc el valencià i en segon lloc el castellà.
6. Les comunicacions, cartes, notificacions, etc., que remeten les conselleries als ciutadans que residixen en un municipi de predomini lingüístic castellà, segons l’article 36 de la Llei 4/1983, es redactaran en les dos llengües oficials, figurant en primer lloc el castellà i en segon lloc el valencià.
7. En les intervencions públiques dels consellers, secretaris autonòmics, subsecretaris, directors generals, secretaris generals administratius, caps d’àrea, caps de servici, caps de secció i tècnics, el valencià serà la llengua d’ús sempre que estos tinguen un domini suficient del valencià.
8. Les unitats administratives que atenen directament els ciutadans iniciaran en valencià la comunicació. Si el ciutadà respon o sol·licita que la llengua de comunicació siga el castellà, continuaran la comunicació en castellà. En tot cas, extremant el respecte per la llengua elegida pel ciutadà.
9. La imatge pública i corporativa de la Generalitat Valenciana i de totes les seues unitats administratives serà en valencià: retolació de les fatxades, senyalització interna, segells, encunys i cartells.
10. Els fullets informatius, les pàgines webs, els anuncis i les revistes es faran principalment en valencià.